# L'amor és a l'aigua
L'amor és a l'aigua (きみと、波にのれたら, Kimi to, Nami ni Noretara) és una pel·lícula japonesa d'anime produïda per Science Saru i dirigida per Masaaki Yuasa. Es va estrenar al Japó el 21 de juny del 2019 i ha estat doblada al català.

## Argument
Després d'entrar a la universitat, la jove Hinako es trasllada a una ciutat costanera. Li encanta fer surf i quan cavalca les ones no té por de res, tot i que encara se sent insegura sobre el seu futur. Un dia, en un incendi a la ciutat, i la Hinako coneix un bomber, en Minato. La Hinako se sent atreta pel noi, però una inesperada tragèdia arrabassa la vida al Minato i deixa la noia completament devastada. Incapaç fins i tot de mirar el seu estimat mar, un dia la Hinako canta la cançó de tots dos i en Minato se li apareix en forma d'aigua.

## Doblatge
| Personatge                 | Veus japoneses                           | Veus catalanes        |
| -------------------------- | ---------------------------------------- | --------------------- |
| Minato Hinageshi           | Ryota Katayose, Tomohisa Yamazaki (jove) | Masumi Mutsuda        |
| Hinako Mukaimizu           | Rina Kawaei                              | Marta Moreno          |
| Yōko Hinageshi             | Honoka Matsumoto                         | Iris Lago             |
| Wasabi Kawamura            | Kentaro Ito                              | Marcel Navarro        |
| Lector de confessionaris   | Daiki Hamano                             | Artur Rius            |
| Propietari de la cafeteria | Shinya Honda                             | Enric Hernández       |
| Junko                      | You Taichi                               | Eva Ordeig            |
| Ai                         | Mai Nishikawa                            | Irene Miràs           |
| Cap de bombers             | Kenji Sugimura                           | Jordi Pineda          |
| Sra. Mukaimizu             | Mami Horikoshi                           | Júlia Chalmeta        |
| Yamashiro                  | Taichi Takeda                            | Xadi Mouslemeni Mateu |

## Producció
La pel·lícula es va anunciar al Festival Internacional de Cinema de Tòquio el 2018, sota la direcció de Masaaki Yuasa, qui va descriure el film com «una comèdia romàntica senzilla» que tindria «moltes escenes emocionants». Yuasa comparà la vida amb el fet de «cavalcar una onada», una comparació que feu servir com a base per a la història. El guió va anar a càrrec de Reiko Yoshida i Michiru Oshima compongué la música. Els actors i cantants Rina Kawaei i Ryota Katayose s'afegiren a l'equip de doblatge amb els papers protagonistes el gener del 2019.
La cançó principal del film és "Brand New Story", del grup japonès Generations from Exile Tribe. Per promocionar l'obra, se'n va publicar una adaptació al manga de dos capítols a Deluxe BetsuComi, a càrrec de l'autor Machi Kiachi.

## Recepció
L'amor és a l'aigua es va estrenar en 299 cinemes del Japó el 21 de juny del 2019, i va ser la novena pel·lícula més vista el primer cap de setmana, amb una recaptació de 80 milions de iens. A Rotten Tomatoes, el film té un percentatge d'aprovació del 93% i 29 ressenyes, amb una valoració mitjana de 7,9/10. A Metacritic, la valoració és de 63 sobre 100.
Matt Schley del The Japan Times puntuà la pel·lícula amb quatre estrelles sobre cinc, va valorar positivament els «personatges encisadors» i afegí que el film semblava massa «normal» per a una obra de Yuasa. A Los Angeles Times, Charles Solomon opinà que es tractava del «millor anime fins ara».

## Premis
| Any  | Premi                                                   | Categoria                    | Premiat             | Resultat  |
| ---- | ------------------------------------------------------- | ---------------------------- | ------------------- | --------- |
| 2019 | Festival de Cinema d'Animació d'Annecy                  | Cristal du long metrage      | L'amor és a l'aigua | Nominat   |
| 2019 | Festival Internacional de Cinema de Xangai              | Millor pel·lícula d'animació | L'amor és a l'aigua | Guanyador |
| 2019 | FanTasia                                                | Millor pel·lícula d'animació | L'amor és a l'aigua | Guanyador |
| 2019 | Festival Internacional de Cinema Fantàstic de Catalunya | Millor pel·lícula d'animació | L'amor és a l'aigua | Guanyador |
| 2020 | Premis de Cinema de Mainichi                            | Millor pel·lícula d'animació | L'amor és a l'aigua | Nominat   |